# Josep Jordi Parellada i Díaz
Josep Jordi Parellada i Díaz (Barcelona, 1951) és un ex atleta català especialitzat en curses de velocitat.

## Trajectòria
Pel que fa a clubs, va pertànyer al Club Esportiu Universitari. Fou quatre cops campió de Catalunya en les proves de 4 × 100 metres llisos (1971, 1973) i en 100 metres llisos (1970, 1971). Va batre el rècord de Catalunya en 4 × 100 i en 50 metres en pista coberta (1972).
És germà d'Adrià Parellada i Díaz i fill de Josep Jordi Parellada i Cardellach, també atletes.

## Palmarès
Campió de Catalunya
- 100 metres llisos: 1970, 1971
- 4 × 100 metres llisos: 1971, 1973